# Sabeltandvissen
Sabeltandvissen (Evermannellidae) zijn een familie van straalvinnige vissen uit de orde van Draadzeilvissen (Aulopiformes).
Het zijn kleine diepzeevissen. Ze hebben geen gewone schubben op het lichaam en geen zwemblaas. Kenmerkend voor deze familie zijn de grote mond met erg lange, naar binnen gekromde voorste tanden, evenals de uitpuilende naar boven gerichte ogen. Deze vissen komen in alle tropische en subtropische oceanen voor; een soort komt ook voor in de Middellandse Zee.

## Geslachten
- Coccorella Roule, 1929
- Evermannella C. H. Eigenmann, 1903
- Odontostomops Fowler, 1934